# Hans van Zeeland
Hans van Zeeland   (Arnhem, 4 de maig de 1954) és un waterpolista neerlandès, ja retirat, que va competir durant la dècada de 1970.
El 1976 va prendre part en els Jocs Olímpics d'Estiu de Montreal, on guanyà la medalla de bronze en la competició del waterpolo. Quatre anys més tard, als Jocs de Moscou, fou sisè en la mateixa prova. El 1996 va dirigir la selecció neerlandesa als Jocs d'Atlanta.